# Ancistrus erinaceus
Az Ancistrus erinaceus a sugarasúszójú halak (Actinopterygii) osztályának harcsaalakúak (Siluriformes) rendjébe, ezen belül a tepsifejűharcsa-félék (Loricariidae) családjába tartozó faj.

## Előfordulása
Az Ancistrus erinaceus kizárólag Dél-Amerika édesvizeiben található meg.

## Megjelenése
Ez az algaevő harcsafaj legfeljebb 7,5 centiméter hosszú.

## Életmódja
A szubtrópusi édesvizeket kedveli. A víz fenekén él és keresi a táplálékát.